# Мордано
Морда̀но (на италиански: Mordano, на местен диалект Murdè, Мурде) е малко градче и община в северна Италия, провинция Болоня, регион Емилия-Романя. Разположено е на 21 m надморска височина. Населението на общината е 4725 души (към 2010 г.).